# Sho Madjozi
Maya Christinah Xichavo Wegerif (Limpopo, 9 de maio de 1992), mais conhecida como Sho Madjozi, é uma rapper, cantora, atriz, poeta e compositora sul-africana.